# 포켓몬스터 브릴리언트 다이아몬드·샤이닝 펄
《포켓몬스터 브릴리언트 다이아몬드· 샤이닝 펄》은 2006년에 출시된 비디오게임 포켓몬스터DP 디아루가·펄기아의 리메이크 버전이다. 포켓몬스터 비디오게임 작품군 8세대에 포함되며, ILCA가 개발하고 포켓몬 컴퍼니와 닌텐도가 닌텐도 스위치를 플랫폼으로 하여 발매한다. 포켓몬 25주년 기념 영상과 함께 2021년 4분기 출시가 발표되었다. 2021년 11월 19일에 전 세계 동시 발매되었다.

## 반응
《포켓몬스터 브릴리언트 다이아몬드· 샤이닝 펄》는 리뷰 애그리게이터 사이트 메타크리틱에서 100점 만점에 각각 77점 및 77점을 기록해 '대체적으로 긍정적인 평가'를 받았다.
IGN의 레베카 밸런타인은 게임에 10점 만점에 8.0점을 부여하면서 "《포켓몬스터 브릴리언트 다이아몬드》와 《샤이닝 펄》은 과거의 성공과 비법을 거머줘 탄탄하고 알차다."라는 평을 남겼다. 닌텐도 라이프의 조던 미들러는 10점 만점에 6점을 주며 이전 4세대 게임들의 문제점이 다소 해소됐으며 지하대동굴 같은 새 요소가 신오지방 지역도감을 보완하나, 리메이크 그래픽 화풍 외 몇 가지 결점이 실망스럽다고 했다.

## 같이 보기
- 《Pokémon LEGENDS 아르세우스》

### 내용주
1. ↑  영어: Pokémon Brilliant Diamond and Pokémon Shining Pearl,  일본어: ポケットモンスター ブリリアントダイヤモンド·ポケットモンスター シャイニングパール 포켓토몬수타 부리리안토 다이아몬도·포켓토몬수타 샤이닝구 파루[*]

### 참조주
1. ↑  Carpenter, Nicole (2021년 2월 26일). “Pokémon Diamond and Pearl remakes are coming to Nintendo Switch”. 《Polygon》. Vox Media. 2021년 2월 26일에 확인함.
2. ↑  “Pokemon Brilliant Diamond for Switch Reviews”. 《Metacritic》 (영어). 2021년 12월 22일에 확인함.
3. ↑  “Pokemon Shining Pearl for Switch Reviews”. 《Metacritic》 (영어). 2021년 12월 20일에 확인함.
4. ↑  Dozsa, Preston (2021년 11월 20일). “Pokémon Brilliant Diamond and Shining Pearl”. 《Computer Games Magazine》 (영어). 2021년 11월 27일에 확인함.
5. ↑  Carter, Chris (2021년 11월 23일). “Review: Pokemon Brilliant Diamond & Shining Pearl”. 《Destructoid》 (영어). 2021년 11월 25일에 확인함.
6. ↑  Romano, Sal (2021년 12월 8일). “Famitsu Review Scores: Issue 1723”. 《Gemastsu》. 2021년 12월 8일에 확인함.
7. ↑  존 카슨 (John Carson), 《포켓몬스터 다이아몬트 펄 및 샤이닝 펄 리뷰 - 재가공한 보석》 (영어), 2022년 6월 5일에 원본 문서에서 보존된 문서, 2021년 11월 20일에 확인함
8. ↑  Watts, Steve (2021년 11월 24일). “Pokemon Brilliant Diamond / Shining Pearl Review”. 《GameSpot》 (영어). 2021년 11월 27일에 확인함.
9. ↑  Swalley, Kirstin (2021년 11월 24일). “Review: Pokémon Brilliant Diamond and Shining Pearl”. 《Hardcore Gamer》 (영어). 2021년 11월 27일에 확인함.
10. ↑  pm, Rebekah ValentineUpdated: 19 Nov 2021 11:10 pmPosted: 19 Nov 2021 11:06, 《Pokémon Brilliant Diamond and Shining Pearl Review - IGN》 (영어), 2021년 11월 20일에 확인함
11. ↑  “Test du jeu Pokémon Diamant Étincelant / Perle Scintillante sur Switch”. 《Jeuxvideo.com》 (프랑스어). 2021년 11월 20일에 확인함.
12. ↑  Middler, Jordan (2021년 11월 17일). “Review: Pokémon Brilliant Diamond And Shining Pearl - A Middling Pair Of Remakes”. 《Nintendo Life》 (영국 영어). 2021년 11월 20일에 확인함.
13. ↑  Rudek, Jordan. “Pokemon Brilliant Diamond / Shining Pearl Review - Review”. 《Nintendo World Report》 (영어). 2021년 11월 20일에 확인함.
14. ↑  Erskine, Donovan. “Pokemon Brilliant Diamond and Shining Pearl review: Still sparkling”. 《Shacknews》 (영어). 2021년 11월 20일에 확인함.
15. ↑  “Pokemon Brilliant Diamond for Switch Reviews”. 《Metacritic》. 2021년 11월 18일에 확인함.
16. ↑  “Pokemon Shining Pearl for Switch Reviews”. 《Metacritic》. 2021년 11월 18일에 확인함.
17. ↑  조던 미들러 (Jordan Middler), 《포켓몬스터 다이아몬트 펄 및 샤이닝 펄 리뷰 (스위치)》 (영어), 2021년 11월 20일에 확인함